# Rétrospective Erró
Rétrospective Erró est une exposition temporaire présentée à Lyon au musée d'art contemporain du 3 octobre 2014 au 22 février 2015. 550 œuvres représentatives du travail de l'artiste islandais Erró,,, y sont présentées sur 3 000 m2 et trois étages.